# Ньюмен, Джеймс (певец)
Джеймс Ричард Ньюмен (англ. James Richard Newman; род. в 1985 году) — английский певец и автор песен, проживающий в Лондоне. Брат поп-звезды Джона Ньюмена. Лауреат британской музыкальной награды Brit Award в категории «Лучший британский сингл года» за работу над песней «Waiting All Night» в качестве соавтора.
Должен был представлять Великобританию на конкурсе песни Евровидение-2020 с песней «My Last Breath». Выступал на конкурсе песни Евровидение-2021 с песней «Embers», которая заняла последнее место и набрала 0 баллов.

## Карьера
В детстве Ньюман увлекся музыкой, он писал песни со своим младшим братом Джоном. В 2013 году он стал соавтором хита Рудименталя и Эллы Эйр «Waiting All Night». Песня возглавила британский чарт хит-парадов. Ньюман получил премию Brit Award в категории «Лучший британский сингл года».

## Дискография

### Синглы

#### Как ведущий певец
| Название         | Год  | Наивысшая позиция в чарте | Наивысшая позиция в чарте | Альбом           |
| Название         | Год  | UK                        | SCO                       | Альбом           |
| ---------------- | ---- | ------------------------- | ------------------------- | ---------------- |
| «My Last Breath» | 2020 | 34                        | 32                        | Non-album single |

#### Как соавтор
| «Coming Home» (в соавторстве с Арно Костом)                      | 2015 | -  | Non-album single |
| «Daylight to Midnight» (в соавторстве с Night Safari)            | 2015 | -  | Non-album single |
| «Head Up» (в соавторстве с Don Diablo)                           | 2018 | -  | Future           |
| «Therapy»(в соавторстве с Армином ван Бюреном)                   | 2018 | 26 | Balance          |
| «Lights Go Down» (в соавторстве с Matoma)                        | 2018 | -  | One in a Million |
| «High on Your Love» (в соавторстве с Армином ван Бюреном)        | 2019 | -  | Balance          |
| «-» обозначает запись, которая не была намечена или не выпущена. |      |    |                  |